# Ľubomír Tupta
Ľubomír Tupta, né le 27 mars 1998 à Prešov, est un footballeur international slovaque joue au poste d'attaquant au Slovan Liberec.

## Biographie

### En club
Ľubomír Tupta est formé au Tatran Presov, avant de rejoindre le Calcio Catania en 2014. Un an plus tard, il rallie les équipes de jeunes du Hellas Vérone, sous la forme de prêt avec option d'achat. À la fin de la saison, le club véronais lève l'option d'achat. Le 16 août 2017, il prolonge son contrat jusqu'en 2021.
Il dispute son premier match professionnel le 23 décembre 2017 contre l'Udinese, en remplaçant Daniele Verde à un quart du terme de la rencontre. En janvier 2018, il réalise un essai au Pogoń Szczecin afin d'être prêté jusqu'à la fin de la saison, mais le transfert ne se réalise pas.
Tupta inscrit son premier but en professionnel le 27 décembre 2018 face à l'AS Cittadella en Serie B.
Le 18 janvier 2020, il prolonge son contrat à l'Hellas jusqu'en 2023, et est prêté jusqu'à la fin de la saison au Wisła Cracovie.
Le 5 octobre 2020, il est prêté à Ascoli en Serie B. Après douze matchs pour aucun but, le prêt de Tupta à Ascoli prend fin, et il rejoint le FC Sion sous la forme d'un prêt avec option d'achat le 10 février 2021. Il retrouve en Suisse Fabio Grosso, qui a déjà été son entraîneur à Vérone.
Le 17 août 2021, il est prêté avec option d'achat au Slovan Liberec.
Le 1er septembre 2022, Tupta quitte définitivement le Hellas Vérone, et rejoint le Delfino Pescara en Serie C.
Le 2 février 2023, il fait son retour au Slovan Liberec, à nouveau sous la forme d'un prêt avec option d'achat. 

### En sélection
Le 11 septembre 2023, Ľubomír Tupta honore sa première sélection en équipe de Slovaquie face au Liechtenstein en qualifications à l'Euro 2024. 
Le 7 juin 2024, il figure dans la liste des 26 joueurs slovaques retenus par Francesco Calzona pour participer à l'Euro 2024. 